# 范禮高
范禮高（葡萄牙語：António de Sousa Franco，澳葡官定譯名為范禮高；1942年9月21日—2004年6月9日），葡萄牙經濟學家、法律人員、政治人物。
范禮高曾就讀於里斯本大學法學院，先後獲得法學士及法律經濟學博士學位，並於1980年成為該校教授。他於1979至1985年間擔任里斯本大學法學院院理事會主席。
1974年，范禮高加入人民民主黨（後於1976年更名為社會民主黨）。1976年，他出任財政部國務秘書。1978年，接替簡尼路成為社會民主黨臨時領袖，後退黨，並於1979年擔任卞美婷政府的財政部長。
1986年，任審計法院院長。
1995至1999年間，范禮高在古德禮政府擔任財政部長。